# 卡巴納爾 (阿肯色州)
卡巴納爾（英語：Cabanal）是位於美國阿肯色州卡羅爾縣的一個非建制地區。該地的面積和人口皆未知。

## 地理
卡巴納爾的座標為36°16′42″N 93°31′56″W / 36.27833°N 93.53222°W，而該地的平均海拔高度為398米（即1306英尺）。